# Saison 2012-2013 de l'AC Ajaccio
Maillots
Dernière mise à jour : 11 mai 2013.
Chronologie
Saison précédente Saison suivante
La saison 2012-2013 de l'AC Ajaccio est la  95e saison du club. Il s'agit de sa deuxième saison de suite parmi l'élite depuis 2011. C'est la 12e saison en Ligue 1 dans l'histoire du club. Alain Orsoni dispute sa cinquième saison en tant que président, et Alex Dupont fait sa première saison au club. Cette saison voit le club s'engager dans trois compétitions que sont la Ligue 1, la Coupe de France et la Coupe de la Ligue.

## Effectif

### Équipe première
| Numéro             | Nom                                | Nationalité            | Poste(s)        | Depuis          | Date de naissance (Âge) | En provenance de        |
| Gardiens de but    | Gardiens de but                    | Gardiens de but        | Gardiens de but | Gardiens de but | Gardiens de but         | Gardiens de but         |
| ------------------ | ---------------------------------- | ---------------------- | --------------- | --------------- | ----------------------- | ----------------------- |
| 1                  | Guillermo Ochoa                    | Drapeau du Mexique     | GB              | 2011            | 13 juillet 1985         | Club América            |
| 16                 | Oumar Sissoko                      | Drapeau du Mali        | GB              | 2012            | 13 septembre 1987       | FC Metz                 |
| 30                 | David Oberhauser                   | Drapeau de la France   | GB              | 2009            | 29 novembre 1989        | Centre de formation     |
| Défenseurs         |                                    |                        |                 |                 |                         |                         |
| 2                  | Matthieu Chalmé                    | Drapeau de la France   | AD              | 2013            | 7 octobre 1980          | Girondins de Bordeaux   |
| 6                  | Ronald Zubar                       | Drapeau de la France   | DC              | 2013            | 20 septembre 1995       | Wolverhampton Wanderers |
| 13                 | Fabrice Begeorgi                   | Drapeau de la France   | AD              | 2010            | 20 avril 1987           | FC Istres               |
| 17                 | Yoann Poulard                      | Drapeau de la France   | DC              | 2009            | 1er juillet 1976        | FC Nantes               |
| 20                 | Anthony Lippini                    | Drapeau de la France   | AD              | 2010            | 7 novembre 1988         | ES Troyes AC            |
| 22                 | Fousseni Diawara                   | Drapeau du Mali        | AD              | 2010            | 28 août 1980            | FC Istres               |
| 23                 | Arnaud Maire                       | Drapeau de la France   | DC              | 2010            | 6 mars 1979             | RC Strasbourg           |
| 27                 | Samuel Bouhours                    | Drapeau de la France   | AG              | 2011            | 26 juin 1987            | Le Mans FC              |
| 28                 | Felipe Saad                        | Drapeau du Brésil      | DC              | 2012            | 11 septembre 1983       | Évian TG FC             |
| Milieux de terrain |                                    |                        |                 |                 |                         |                         |
| 4                  | Ricardo Faty                       | Drapeau du Sénégal     | MDF             | 2012            | 4 août 1986             | Aris Salonique          |
| 8                  | Jean-Baptiste Pierazzi (capitaine) | Drapeau de la France   | MDF             | 2005            | 7 juin 1985             | Centre de formation     |
| 14                 | Mehdi Mostefa                      | Drapeau de l'Algérie   | MDF             | 2011            | 30 août 1983            | Nîmes Olympique         |
| 18                 | Johan Cavalli                      | Drapeau de la France   | MO              | 2010            | 12 septembre 1981       | Nîmes Olympique         |
| 19                 | Paul Lasne                         | Drapeau de la France   | MC              | 2011            | 16 janvier 1989         | Girondins de Bordeaux   |
| 21                 | Frédéric Sammaritano               | Drapeau de la France   | MO              | 2011            | 23 mars 1986            | AJ Auxerre              |
| 24                 | Damien Tibéri                      | Drapeau de la France   | MG              | 2011            | 23 août 1985            | CS Sedan-Ardennes       |
| 25                 | Brandon Deville                    | Drapeau de la Belgique | MDF             | 2012            | 17 février 1992         | RSC Anderlecht          |
| Attaquants         |                                    |                        |                 |                 |                         |                         |
| 7                  | Benjamin André                     | Drapeau de la France   | AiD             | 2008            | 3 août 1990             | Centre de formation     |
| 9                  | Andy Delort                        | Drapeau de la France   | AC              | 2010            | 9 octobre 1991          | Nîmes Olympique         |
| 10                 | Chahir Belghazouani                | Drapeau du Maroc       | AC              | 2012            | 6 octobre 1986          | Zulte Waregem           |
| 12                 | Adrian Mutu                        | Drapeau de la Roumanie | AC              | 2012            | 8 janvier 1979          | AC Cesena               |
| 15                 | David Gigliotti                    | Drapeau de la France   | AC              | 2012            | 30 mai 1985             | AC Arles-Avignon        |
| 29                 | Dennis Oliech                      | Drapeau du Kenya       | AC              | 2013            | 2 février 1985          | AJ Auxerre              |
| 27                 | Sigamary Diarra                    | Drapeau du Mali        | AiG             | 2012            | 10 janvier 1984         | FC Lorient              |
| 31                 | Wilfried Zahibo                    | Drapeau de la France   | AiG             | 2012            | 21 août 1993            | Centre de formation     |

### Staff managérial
| Emploi                  | Staff                  |
| ----------------------- | ---------------------- |
| Entraîneur              | Albert Emon            |
| Entraîneur adjoint      | Stéphane Paganelli     |
| Entraîneur des gardiens | Thierry Debès          |
| Préparateur physique    | Anthony Grech-Angelini |

Source : http://www.ac-ajaccio.com/

## Transferts

### Arrivées

#### Mercato d'été
| Numéro | Poste | Joueur              | En provenance de | Montant         | Date             |
| ------ | ----- | ------------------- | ---------------- | --------------- | ---------------- |
| 10     | ATT   | Chahir Belghazouani | Zulte Waregem    | Transfert libre | 1er juillet 2012 |
| 4      | MIL   | Ricardo Faty        | Aris Salonique   | Transfert libre | 1er juillet 2012 |
| 25     | MIL   | Brandon Deville     | RSC Anderlecht   | Transfert libre | 1er juillet 2012 |
| 16     | GAR   | Oumar Sissoko       | FC Metz          | Transfert libre | 1er juillet 2012 |
| 27     | ATT   | Sigamary Diarra     | FC Lorient       | Transfert libre | 3 juillet 2012   |
| 12     | ATT   | Adrian Mutu         | AC Cesena        | Transfert libre | 28 août 2012     |

##### Prêts
| Numéro | Poste | Joueur      | En provenance de | Début        | Fin              |
| ------ | ----- | ----------- | ---------------- | ------------ | ---------------- |
| –      | ATT   | Ammar Jemal | BSC Young Boys   | 28 août 2012 | 31 décembre 2012 |

#### Mercato d'hiver
| Numéro | Poste | Joueur        | En provenance de        | Montant         | Date            |
| ------ | ----- | ------------- | ----------------------- | --------------- | --------------- |
| 29     | ATT   | Dennis Oliech | AJ Auxerre              | Transfert libre | 22 janvier 2013 |
| 6      | DEF   | Ronald Zubar  | Wolverhampton Wanderers | Transfert libre | 31 janvier 2013 |

##### Prêts
| Numéro | Poste | Joueur          | En provenance de      | Début           | Fin          |
| ------ | ----- | --------------- | --------------------- | --------------- | ------------ |
| 2      | DEF   | Matthieu Chalmé | Girondins de Bordeaux | 22 janvier 2013 | 30 juin 2013 |

### Départs

#### Mercato d'été
| Numéro | Poste | Joueur            | Destination     | Montant         | Date             |
| ------ | ----- | ----------------- | --------------- | --------------- | ---------------- |
| 10     | ATT   | Christian Kinkela | Libre           | –               | 1er juillet 2012 |
| 16     | GAR   | Thierry Debès     | Fin de carrière | –               | 1er juillet 2012 |
| –      | DEF   | Rémi Cilia        | Paris FC        | Transfert libre | 1er juillet 2012 |
| 25     | ATT   | Ilan              | SC Bastia       | Transfert libre | 12 juillet 2012  |
| 21     | ATT   | Richard Socrier   | Angers SCO      | Transfert libre | 13 juillet 2012  |
| 5      | DEF   | Mickaël Charvet   | Paris FC        | Transfert libre | 24 août 2012     |

#### Mercato d'hiver
| Numéro | Poste | Joueur        | Destination | Montant         | Date            |
| ------ | ----- | ------------- | ----------- | --------------- | --------------- |
| 29     | ATT   | Eduardo       | Libre       | –               | 22 janvier 2013 |
| 11     | MIL   | Karim El Hany | FC Brussels | Transfert libre | 22 janvier 2013 |
| 6      | DEF   | Carl Medjani  | AS Monaco   | 1 million €     | 31 janvier 2013 |

### Activité globale
| Mercato d'été : 0 € Mercato d'hiver : 0 € Total : 0 € | Mercato d'été : 0 € Mercato d'hiver : 1 000 000 € Total : 1 000 000 € | Mercato d'été : 0 € Mercato d'hiver : 1 000 000 € Total : 1 000 000 € |

## Matchs amicaux
L'AC Ajaccio dispute le 4 août le Challenge Michel Moretti face  à Cagliari, au Stade François-Coty. En plus du challenge, quatre autres matchs amicaux sont programmés avant le début du championnat : ils affrontent le SC Bastia, les Girondins de Bordeaux, le Toulouse FC et une équipe composée des joueurs professionnels de l'UNFP sans contrat.

## Compétitions

### Ligue 1

#### Classement
Source : lfp.fr
Dernière mise à jour : le 12 mai 2013
| Rang | Équipe                 | Pts | J  | G  | N  | P  | Bp | Bc | Diff |
| ---- | ---------------------- | --- | -- | -- | -- | -- | -- | -- | ---- |
| 1    | Paris SG V             | 77  | 36 | 23 | 8  | 5  | 63 | 21 | +42  |
| 2    | Olympique de Marseille | 70  | 36 | 21 | 7  | 8  | 42 | 34 | +8   |
| 3    | Olympique lyonnaisS    | 63  | 36 | 18 | 9  | 9  | 58 | 37 | +21  |
| 4    | LOSC Lille             | 60  | 36 | 16 | 12 | 8  | 58 | 39 | +19  |
| 5    | OGC Nice               | 60  | 36 | 17 | 9  | 9  | 54 | 45 | +9   |
| 6    | AS Saint-Étienne L     | 59  | 36 | 15 | 14 | 7  | 57 | 31 | +26  |
| 7    | FC Lorient             | 53  | 36 | 14 | 11 | 11 | 56 | 54 | +2   |
| 8    | Girondins de Bordeaux  | 52  | 36 | 12 | 16 | 8  | 38 | 32 | +6   |
| 9    | Montpellier HSC CL     | 51  | 36 | 15 | 6  | 15 | 54 | 48 | +6   |
| 10   | Toulouse FC            | 45  | 36 | 11 | 12 | 13 | 45 | 46 | -1   |
| 11   | Valenciennes FC        | 45  | 36 | 11 | 12 | 13 | 46 | 49 | -3   |
| 12   | Stade rennais          | 45  | 36 | 13 | 6  | 17 | 47 | 57 | -10  |
| 13   | SC Bastia P            | 43  | 36 | 12 | 7  | 17 | 48 | 65 | -17  |
| 14   | FC Sochaux-Montbéliard | 40  | 36 | 10 | 10 | 16 | 40 | 55 | -15  |
| 15   | AC Ajaccio             | 39A | 36 | 9  | 14 | 13 | 38 | 48 | -10  |
| 16   | Reims P                | 39  | 36 | 9  | 12 | 15 | 32 | 42 | -10  |
| 17   | Évian TG FC            | 37  | 36 | 9  | 10 | 18 | 43 | 51 | -8   |
| 18   | AS Nancy-Lorraine      | 35  | 36 | 8  | 11 | 17 | 35 | 55 | -20  |
| 19   | ES Troyes AC P         | 34  | 36 | 7  | 13 | 16 | 41 | 59 | -18  |
| 20   | Stade brestois 29      | 29  | 36 | 8  | 5  | 23 | 30 | 57 | -27  |

Qualifications européennes
Ligue des Champions 2013-2014
- 1er et 2e : phase de groupes
- 3e : 3e tour de qualification

Ligue Europa 2013-2014
- CF : phase de groupes
- 4e : tour de barrages
- CL  ou 5e: 3e tour de qualification

Relégation
- 18e, 19e et 20e : relégation en Ligue 2

Abréviations
T : Tenant du titre

V : Vice-champion 2011-2012

CF : Vainqueur de la Coupe de France 2012-2013

CL : Vainqueur de la Coupe de la Ligue 2012-2013

S : Vainqueur du Trophée des champions 2012

P : Promus de Ligue 2
Note